# Trophée Flip
Les Trophées Flip sont des prix ludiques récompensant des jeux de société et jeux vidéo. Ils sont décernés lors du Festival ludique international de Parthenay (FLIP) depuis 2004. 

## Trophée FLIP Créateurs
Le trophée FLIP Créateurs est un prix ludique attribué à un prototype de jeu de société qui n'a pas encore été édité. 
Cinq Trophées Flip Créateurs sont décernés annuellement : Coup de cœur du public, Enfant, Divertissement, Réflexion et Expert.      
| Trophée Flip Créateurs | Trophée Flip Créateurs   | Trophée Flip Créateurs                                       | Trophée Flip Créateurs                                           | Trophée Flip Créateurs | Trophée Flip Créateurs |
| Année                  | Catégorie                | Jeu                                                          | Auteur(s)                                                        | Éditeur                | Références             |
| ---------------------- | ------------------------ | ------------------------------------------------------------ | ---------------------------------------------------------------- | ---------------------- | ---------------------- |
| 2004                   | -                        | Baron - Barre-toi de mon fief !                              | Franz Gaudois                                                    | Tilsit                 |                        |
| 2005                   | -                        | Pandocréon Menhir                                            | Amaury Bouchard                                                  | Pandocréon             |                        |
| 2006                   | -                        | Chahut-Bahut                                                 | Patrick Braud                                                    | -                      |                        |
| 2007                   | -                        | Höyük                                                        | Pierre Canuel                                                    | Mage Company           |                        |
| 2008                   | Réflexion                | Dual                                                         | David Salingue                                                   | -                      | [ 3 ]                  |
| 2008                   | Divertissement           | Amede                                                        | Maryline Pierrat                                                 | Editions Patte d'Ourse | [ 3 ]                  |
| 2009                   | Réflexion                | Les Salons de la renommée                                    | Fabien Boulay                                                    |                        | [ 4 ]                  |
| 2009                   | Divertissement           | Saut' crêpes                                                 | Pascal Jumel                                                     | Sweet November         | [ 4 ]                  |
| 2009                   | Enfant                   | Froutch! la fée                                              | Delphine Lemonnier                                               | -                      | [ 4 ]                  |
| 2009                   | Coup de Cœur du Public   | Saut' crêpes                                                 | Pascal Jumel                                                     | Sweet November         | [ 4 ]                  |
| 2010                   | Réflexion                | Gaïa (édité sous le nom: Rockwell)                           | Bruno Crépeault                                                  | Sit Down !             |                        |
| 2010                   | Divertissement           | Ouga Bouga                                                   | Daniel Quodbach et David Boniffacy                               | Cocktail Games         |                        |
| 2010                   | Enfant                   | La Rébellion des Pandas (édité sous le nom: Baba Yaga)       | Jérémie Caplanne                                                 | Purple Brain           |                        |
| 2010                   | Coup de Cœur du Public   | The Boss                                                     | Alain Ollier                                                     | Blackrock Games        |                        |
| 2011                   | Réflexion                | Les Aventuriers du ciel (édité sous le nom:L'aéropostale)    | Michel Pinon et Olivier Chanry                                   | Asyncron Games         |                        |
| 2011                   | Divertissement           | Paper Pilot                                                  | Laurent Verrier                                                  | -                      |                        |
| 2011                   | Enfant                   | Makiball                                                     | Annick Lobet                                                     | -                      |                        |
| 2011                   | Coup de Cœur du Public   | Morfs (édité sous le nom: Tweegles)                          | Jérémie Caplanne                                                 | Cocktail Games         |                        |
| 2012                   | Réflexion                | Landerdraft                                                  | Nicolas Huet                                                     | -                      |                        |
| 2012                   | Divertissement           | Kuriosït                                                     | Hervé Rigal                                                      | -                      |                        |
| 2012                   | Enfant                   | Abracadamot                                                  | Agnès Largeaud                                                   | -                      |                        |
| 2012                   | Coup de Cœur du Public   | Landerdraft                                                  | Nicolas Huet                                                     | -                      |                        |
| 2012                   | Mention Spéciale du Jury | Cami                                                         | Wilfried Fort                                                    | -                      |                        |
| 2013                   | Réflexion                | Prohibition                                                  | Hervé Rigal                                                      | -                      |                        |
| 2013                   | Divertissement           | Money Time                                                   | Jean-Paul et Ségolène Monnet                                     | -                      |                        |
| 2013                   | Enfant                   | Le Capitaine (édité sous le nom: El Capitain)                | Charlotte Fillonneau                                             | Gigamic                |                        |
| 2013                   | Coup de Cœur du Public   | Targets                                                      | Wilfried Fort                                                    | Blackrock Games        |                        |
| 2013                   | Mention Spéciale du Jury | Mars Attaque                                                 | Patrice Pillet                                                   | -                      |                        |
| 2014                   | Réflexion                | Booty                                                        | Pierre-Yves Aigrault                                             | -                      |                        |
| 2014                   | Divertissement           | Stéréotypes et Préjugés (édité sous le nom: Casting)         | Romaric Galonnier                                                | Blue Cocker            |                        |
| 2014                   | Enfant                   | Happy Birthday (édité sous le nom: Happy Party)              | Marie et Wilfried Fort                                           | Gigamic                |                        |
| 2014                   | Coup de Cœur du Public   | Dés Bourses (édité sous le nom: Attack of the Jelly Monster) | Antonin Bocara                                                   | Libellud               |                        |
| 2014                   | Expert                   | Si Vis Pacem                                                 | Cédric Riehl                                                     | -                      |                        |
| 2015                   | Réflexion                | Ball Breaker (édité sous le nom: Bubblee Pop)                | Gregory Oliver                                                   | Bankiiiz               |                        |
| 2015                   | Divertissement           | Le Donjon à Dédé (édité sous le nom: Dungeon Academy)        | Julian Allain                                                    | Matagot                |                        |
| 2015                   | Enfant                   | La Quête de Dinarzade                                        | Thomas Espinasse et Delphine Passinge                            | -                      |                        |
| 2015                   | Coup de Cœur du Public   | Vade Retro                                                   | Charles Klipfel, Nelson Dos Santos et Pascal Viette              | -                      |                        |
| 2015                   | Expert                   | Potentia                                                     | Valentin Gaudicheau                                              | -                      |                        |
| 2015                   | Mention Spéciale du Jury | Business Time                                                | Laurence et Philippe Gamelin                                     | -                      |                        |
| 2016                   | Réflexion                | Cartomancy                                                   | Cyril Billard                                                    | -                      |                        |
| 2016                   | Divertissement           | Pazapa (édité sous le nom: Mad Trip)                         | Charles Bossart et Sébastien Darras                              | Gigamic                |                        |
| 2016                   | Expert                   | Time of Empire                                               | David Simiand et Pierre Voye                                     | Pearl Games            | [ 5 ]                  |
| 2016                   | Enfant                   | Le Cuzzle                                                    | Laurence Grenier                                                 | -                      |                        |
| 2016                   | Coup de Cœur du Public   | Le Cuzzle                                                    | Laurence Grenier                                                 | -                      |                        |
| 2017                   | Réflexion                | Nomades                                                      | Benoît Turpin                                                    | -                      |                        |
| 2017                   | Divertissement           | Crack Plouf & Crock                                          | Charles Bossart                                                  | -                      |                        |
| 2017                   | Expert                   | Steam Rush                                                   | Joachim Thome                                                    | Pearl Games            |                        |
| 2017                   | Enfant                   | Chattrap'moi                                                 | Laurence Grenier                                                 | -                      |                        |
| 2017                   | Coup de Cœur du Public   | Projet Parasite                                              | Sébastien Martagex                                               | -                      |                        |
| 2018                   | Réflexion                | Under Pressure                                               | Mathieu Bossu et Thomas Cariate                                  | -                      |                        |
| 2018                   | Divertissement           | Rush Out!                                                    | Thomas Dupont                                                    | Sit Down!              |                        |
| 2018                   | Expert                   | Pharaon                                                      | Henri Molliné et Sylvain Lasjuilliais                            | Catch Up Games         |                        |
| 2018                   | Enfant                   | Africa Clic                                                  | Didier Dhorbait                                                  | -                      |                        |
| 2018                   | Coup de Cœur du Public   | Brouage (Edité sous le nom L'Île des Familiers)              | Rémi Loyer                                                       | Palladis Games         |                        |
| 2019                   | Réflexion                | Magic Rabbit                                                 | Romaric Galonnier, Julie Dutois, Ludovic Simonet, Cécile Ziégler | Lumberjacks Studio     | [ 6 ]                  |
| 2019                   | Divertissement           | Gargouilles                                                  | Virginie Tacq                                                    | -                      |                        |
| 2019                   | Expert                   | Ashraka                                                      | Jean Charton et Céline Jacob                                     | -                      |                        |
| 2019                   | Enfant                   | Plouf!                                                       | François Gaudin                                                  | -                      |                        |
| 2019                   | Coup de Cœur du Public   | Hybris (Edité sous le nom Hybris : Discordered Cosmos)       | Damien Chauveau                                                  | Intrafin               |                        |
| 2021                   | Réflexion                | Heredity                                                     | Jérôme Cance, Laurent Kobel                                      | Darucat                |                        |
| 2021                   | Divertissement           | Streets of Tokyo                                             | Julien Griffon                                                   | -                      | [ 7 ]                  |
| 2021                   | Enfant                   | 1 2 3 Lune                                                   | Louis Tiersonnier                                                | -                      |                        |
| 2022                   | Coup de Coeur du Public  | Queen Bee (Edité sous le nom Alvéola)                        | Thomas Favreliere                                                | Two Manta Games        |                        |
| 2022                   | Enfant                   | Cascades                                                     | Emmanuel Albisser                                                | -                      |                        |
| 2022                   | Divertissement           | Pic Together                                                 | Xavier Meyer                                                     | Letheia Games          |                        |
| 2022                   | Réflexion                | Mexicube (Edité sous le nom Yaxha)                           | Baptiste Vaiana                                                  | Helvetiq               |                        |
| 2022                   | Prix Spécial du Jury     | Nekojima                                                     | David Carmona                                                    | Unfriendly Games       | [ 8 ]                  |
| 2023                   | Coup de Coeur du Public  | Prophétie                                                    | Hadrien Besse                                                    | -                      |                        |
| 2023                   | Enfant                   | Archeo                                                       | Thomas Fraveliere et Adrien Pedro                                | -                      |                        |
| 2023                   | Divertissement           | Grand Manoir Bizarre                                         | Louis Blaise et Justine Vanhuffel                                | -                      |                        |
| 2023                   | Réflexion                | Exploracers                                                  | Louis Mercier                                                    | -                      |                        |
| 2023                   | Prix Spécial du Jury     | Fantômes                                                     | Elodie Dubois                                                    | -                      |                        |
| 2024                   | Coup de Coeur du Public  | Abyssal Sonata                                               | Laurent Kobel                                                    | -                      |                        |
| 2024                   | Enfant                   | Le Pays des Rêves                                            | Octavie Rostan                                                   | -                      |                        |
| 2024                   | Divertissement           | Gardien des contes                                           | Daphné Lauret et Baptiste Kriegel                                | -                      |                        |
| 2024                   | Réflexion                | New Contemporaries                                           | Daniel Herlfer                                                   | -                      |                        |
| 2024                   | Prix Spécial du Jury     | Amazonie                                                     | Antoine Tissot                                                   | -                      |                        |

## Trophée FLIP Éditeurs
Le trophée FLIP Éditeurs est un prix ludique attribué à un de jeu de société qui a été édité dans l'année.
| Trophée Flip Éditeurs (Super Trophée Flip) | Trophée Flip Éditeurs (Super Trophée Flip) | Trophée Flip Éditeurs (Super Trophée Flip) | Trophée Flip Éditeurs (Super Trophée Flip)                       | Trophée Flip Éditeurs (Super Trophée Flip) |
| Année                                      | Catégorie                                  | Jeu                                        | Auteur(s)                                                        | Éditeur                                    |
| ------------------------------------------ | ------------------------------------------ | ------------------------------------------ | ---------------------------------------------------------------- | ------------------------------------------ |
| 2004                                       | Super Trophée Flip                         | Maka Bana                                  | François Haffner                                                 | Tilsit                                     |
| 2005                                       | Super Trophée Flip                         | Diamant                                    | Bruno Faidutti, Alan R. Moon                                     | Schmidt Spiele                             |
| 2006                                       | Super Trophée Flip                         | X Plus                                     | Xavier Semur                                                     | Winning Moves                              |
| 2007                                       | Super Trophée Flip                         | Devine Tête                                | -                                                                | Megableu                                   |
| 2008                                       | Super Trophée Flip                         | Camelot Junior                             | Raf Peeters                                                      | Smart                                      |
| 2009                                       | Super Trophée Flip                         | Dixit                                      | Jean-Louis Roubira                                               | Libellud                                   |
| 2010                                       | Super Trophée Flip                         | La course farfelue des souris des champs   | Jean-Luc Renaud                                                  | Zoé Yatéka Créations                       |
| 2011                                       | Réflexion                                  | The Boss                                   | Alain Ollier                                                     | Blackrock Games                            |
| 2011                                       | Divertissement                             | Donjons et Trésors                         | Julien Rezler                                                    | PetardTroll                                |
| 2011                                       | Enfant                                     | Polochons                                  | Liesbeth Bos                                                     | Gigamic                                    |
| 2011                                       | Jeunes Éditeurs                            | Doomed                                     | Julien Rezler                                                    | PetardTroll                                |
| 2012                                       | Réflexion                                  | Tournay                                    | Sébastien Dujardin, Xavier Georges et Alain Orban                | Pearl Games                                |
| 2012                                       | Divertissement                             | Takenoko                                   | Antoine Bauza                                                    | Matagot / Bombyx                           |
| 2012                                       | Enfant                                     | Merlin Zinzin - Le Jeu                     | Annick Lobet                                                     | Blackrock Games                            |
| 2012                                       | Jeunes Éditeurs                            | Pontu                                      | Nicolas Delclite                                                 | Grain de Crea                              |
| 2013                                       | Réflexion                                  | Descendance                                | Inka et Markus Brand                                             | Gigamic                                    |
| 2013                                       | Divertissement                             | Gobb'it                                    | Paul-Adrien Tournier, Jean-Baptiste Fremaux, Thomas Luzurier     | Old Chap Editions                          |
| 2013                                       | Enfant                                     | Les Trois Petits Cochons                   | Laurent Pouchain                                                 | Purple Brain                               |
| 2013                                       | Jeunes Éditeurs                            | Voldetour                                  | Aurélien Benhamou                                                | Arborel                                    |
| 2014                                       | Réflexion                                  | Les Bâtisseurs                             | Frédéric Henry                                                   | Bombyx                                     |
| 2014                                       | Divertissement                             | Concept                                    | Alain Rivollet, Gaëtan Beaujannot                                | Repos Production                           |
| 2014                                       | Enfant                                     | Riff Raff                                  | Christoph Cantzler                                               | Zoch                                       |
| 2014                                       | Jeunes Éditeurs                            | Pièces Montées                             | Paul Guignard                                                    | Allumettes Créations                       |
| 2015                                       | Réflexion                                  | Five Tribes                                | Bruno Cathala                                                    | Days of Wonder                             |
| 2015                                       | Divertissement                             | Colt Express                               | Christophe Raimbault                                             | Ludonaute                                  |
| 2015                                       | Enfant                                     | Crazy Cups                                 | Haim Shafir                                                      | Gigamic                                    |
| 2015                                       | Jeunes Éditeurs                            | La Chasse aux Gigamons                     | Karim Aouidad, Johann Roussel et Marie-Anne Bonneterre           | Elemon Games                               |
| 2016                                       | Réflexion                                  | Duel                                       | Antoine Bauza, Bruno Cathala                                     | Repos Production                           |
| 2016                                       | Divertissement                             | Patchwork                                  | Uwe Rosenberg                                                    | FunForge                                   |
| 2016                                       | Enfant                                     | Battle Sheep                               | Francesco Rotta                                                  | Blue Orange                                |
| 2016                                       | Jeunes Éditeurs                            | Waka Tanka                                 | Bruno Faidutti                                                   | Sweet Games                                |
| 2017                                       | Réflexion                                  | Dice Forge                                 | Régis Bonnessée                                                  | Libellud                                   |
| 2017                                       | Divertissement                             | Celestia                                   | Aaron Weissblum                                                  | Blam!                                      |
| 2017                                       | Enfant                                     | Le Bois des Couadsous                      | Blaise Müller                                                    | Jeux Opla                                  |
| 2017                                       | Exposants et Jeunes Éditeurs               | Panic Island                               | Antonin Boccara                                                  | OldChap Games                              |
| 2018                                       | Réflexion                                  | Santorini                                  | Gordon Hamilton                                                  | Spin Master                                |
| 2018                                       | Divertissement                             | Krom                                       | Xavier Baud et Kevin Berenger                                    | Borderline Editions                        |
| 2018                                       | Enfant                                     | La Chasse aux Monstres                     | Antoine Bauza                                                    | Scorpion Masqué                            |
| 2018                                       | Exposants                                  | When I Dream                               | Chris Darsaklis                                                  | Repos Production                           |
| 2019                                       | Réflexion                                  | L'île au Trésor                            | Marc Paquien                                                     | Matagot                                    |
| 2019                                       | Divertissement                             | Draftosaurus                               | Ludovic Maublanc, Antoine Bauza, Corentin Lebrat et Théo Rivière | Ankama Editions                            |
| 2019                                       | Enfant                                     | Galapa Go                                  | Valéry Fourcade                                                  | MJ Games                                   |
| 2019                                       | Exposants                                  | Cosmic Factory                             | Kane Klenko                                                      | Gigamic                                    |
| 2020                                       | Réflexion                                  | Root                                       | Cole Wehrle                                                      | Matagot                                    |
| 2020                                       | Divertissement                             | Fiesta de los Muertos                      | Antonin Boccara                                                  | OldChap Games                              |
| 2020                                       | Enfant                                     | Attrape Rêves                              | Laurent Escoffier, David Franck                                  | Space Cow                                  |
| 2021                                       | Réflexion                                  | Lueur                                      | Cédrick Chaboussit                                               | Bombyx                                     |
| 2021                                       | Divertissement                             | Skyjo                                      | Alexander Bernhardt                                              | Magilano                                   |
| 2021                                       | Enfant                                     | Dragomino                                  | Wilfried Fort, Bruno Cathala, Marie Fort                         | Blue Orange                                |
| 2022                                       | Réflexion                                  | Living Forest                              | Aske CHRISTIANSEN                                                | Ludonaute                                  |
| 2022                                       | Divertissement                             | Stella : Dixit Universe                    | Gérald Cattiaux, Jean-Louis Roubira                              | Libellud                                   |
| 2022                                       | Enfant                                     | 1, 2, 3, Glisse !                          | Rafael et Joel Escalente                                         | Gigamic                                    |
| 2022                                       | Éco-Ludique                                | Dictopia                                   | Jérémy Particino                                                 | Subverti                                   |
| 2023                                       | Réflexion                                  | Rauha                                      | Johannes Goupy et Théo Rivière                                   | Grrre Games                                |
| 2023                                       | Divertissement                             | Trio                                       | Kaya Miyano                                                      | Cocktail Games                             |
| 2023                                       | Enfant                                     | Le grand prix de Belcastel                 | Wolfgang Warsch                                                  | Schmidt Spiele                             |
| 2023                                       | Éco-Ludique                                | Biomos                                     | Gricha German                                                    | Subverti                                   |
| 2024                                       | Réflexion                                  | Knarr                                      | Thomas Dupont                                                    | Bombyx                                     |
| 2024                                       | Divertissement                             | 7Wonders Architects                        | Antoine Bauza                                                    | Repos Production                           |
| 2024                                       | Enfant                                     | 2 Pommes 3 Pains                           | Tommy Paupe et Clément Gustave                                   | Prétexte                                   |
| 2024                                       | Éco-Ludique                                | Kintsugi                                   | Patrick Rauland                                                  | Palladis Games                             |

## Trophée FLIP Jeux vidéo
Le trophée FLIP Jeux vidéo est un prix ludique attribué à un prototype de jeu vidéo jouable sur au moins un niveau qui n'a pas encore été édité. Les développeurs ou équipes de développeurs pré-sélectionnés pour concourir présentent leurs jeux au jury et au public durant le festival. 
| Trophée Flip Jeux-vidéo | Trophée Flip Jeux-vidéo       | Trophée Flip Jeux-vidéo | Trophée Flip Jeux-vidéo | Trophée Flip Jeux-vidéo |
| Année                   | Catégorie                     | Jeu                     | Auteur(s) | Éditeur                 |
| ----------------------- | ----------------------------- | ----------------------- | --- | ----------------------- |
| 2013                    | Prix du Jury                  | Scrolling Survivor      | Charly Piva | Zoglu                   |
| 2013                    | Prix du Public                | Greyhound Race          | Erwan Pennec, Sylvain Ouillon, Nicolas Quillot, Nicolas Beluze, Logan jeanny, Maxime Duchamp, Bruno Bergier, Cyril Egasse, Gerald Coffard | GR Studio Inc           |
| 2014                    | Prix du Jury                  | Replay                  | Neko Entertainment | Neko Entertainment      |
| 2014                    | Prix du Public                | White Night             | OSome Studio | OSome Studio            |
| 2015                    | Prix du Jury                  | Splasher                | Splash Team | Splash Team             |
| 2015                    | Prix du Public                | Square Arena            | Hepta Games | Hepta Games             |
| 2016                    | Prix du Public & Prix du Jury | Tiny Clusters           | Thibaut Mereu | Shellbound              |
| 2017                    | Prix du Jury                  | Chop                    | Claws Up Games | Claws Up Games          |
| 2017                    | Prix du Public                | Skybolt Zack            | Isart Digital | Devs Must Die           |
| 2018                    | Prix du Jury                  | Epic Loon               | Macrales Studio | Macrales Studio         |
| 2018                    | Prix du Public                | Naraa                   | Isart Digital | Isart Digital           |
| 2019                    | Prix du Jury                  | Plague                  | Le Fresnoy Studio | Le Fresnoy Studio       |
| 2019                    | Prix du Public                | Eat'n Eaten             | BENOIT Gaëtan | Gatslab Studio          |
| 2020                    | Annulé                        | Annulé                  | Annulé | Annulé                  |
| 2021                    | Annulé                        | Annulé                  | Annulé | Annulé                  |
| 2022                    | Prix du Public & Prix du Jury | Assassinvisible         | Lilonna Rondeleux, Bastien Loizillon | Zaatar Café             |
| 2023                    | Prix du Jury                  | Fired Up!               | Marsli Keltoum | CNAM Enjmin             |
| 2023                    | Prix du Public                | Crystal Bond            | Bruno Nicolaï, Marie Frey | ESMA                    |
| 2024                    | Prix du jury                  | Quadroids               | | Blue Loops Studio's     |
| 2024                    | Prix du Public                | Inkesis                 | | Isart Digital           |